# Felipe Jorge Pais Pais
Felipe Jorge Pais Pais (El Paso, 3 de abril de 1962) es un historiador, arqueólogo e investigador. Se le considera experto en cultura aborigen de canarias, y es conocido por su trabajo arqueológico en diferentes zonas de la isla de La Palma. Es el director científico del Parque Arqueológico de Belmaco. Ha trabajado extensivamente en asuntos de conservación e investigación del patrimonio prehispánico de la isla. Desde el año 2002 es el jefe de la Sección de Patrimonio Histórico y Arqueológico del Cabildo de La Palma.

## Biografía

### Carrera profesional
Licenciado en Geografía e Historia por la Universidad de La Laguna (1980-85). Fue becario de Investigación del Plan de Formación del Personal Investigador del Ministerio de Educación y Ciencia durante el cuatrienio 1986-1989. Se doctoró en prehistoria por la Universidad de La Laguna en el año 1991 con un trabajo sobre la ganadería en la época prehispánica de la isla de La Palma. Actualmente es director científico del Parque Arqueológico de Belmaco. Socio de pleno derecho del Instituto de Estudios Canarios y miembro de la Comisión Insular de Patrimonio Histórico del Cabildo de La Palma. Director de la Sociedad de Estudios Generales de la isla de La Palma. Actualmente también desempeña el cargo de Jefe de la Sección de Patrimonio Histórico y Arqueológico del Cabildo de La Palma junto con Presidente de la Sociedad Estudios Generales de la isla de La Palma.

### Arqueología
Desde el comienzo de su carrera en la arqueología, ha dirigido numerosas excavaciones arqueológicas en La Palma en búsqueda de elementos prehispánicos, entre las que destacan las de El Rincón (en El Paso), El Tributo, Roque de Los Guerra y Playa de La Salemera (en la Villa de Mazo), necrópolis del Barranco de La Baranda (en Tijarafe), poblado de cabañas de Las Lajas (Las Manchas, Los Llanos de Aridane) y Las Machuqueras (Fuencaliente de La Palma).

### Protección y conservación cultural
También ha desarrollado una importante labor sobre la protección, conservación y difusión del legado cultural benahoaritas como miembro o director de los equipos redactores de los proyectos del Parque Arqueológico de Belmaco, Plan Especial de Protección de La Cueva del Tendal (San Andrés y Sauces), Plan Especial de Protección del Roque de Los Guerra (Villa de Mazo), Plan Especial de Protección del Roque de Los Muchachos (Garafía), informes arqueológicos para los Planes Generales de Ordenación Urbana de los municipios de la isla de La Palma.

## Proyectos de investigación arqueológica
Ha dirigido numerosos Proyectos de Investigación para el mejor conocimiento de la etapa prehispánica de La Palma, entre los que cabe destacar: 
- Inventario Etnográfico y Arqueológico del parque nacional de La Caldera de Taburiente (Campañas de 1986, 1987, 1988 y 1990-92)
- 625 fichas de yacimientos arqueológicos de La Palma (1993)
- Carta Arqueológica de los municipios de Villa de Mazo, El Paso, Fuencaliente, Barlovento y Tazacorte
- Plan Insular de Patrimonio Histórico de La Palma (1998)
- Actualización de La Carta Arqueológica de la Isla de La Palma
- Carta Arqueológica de Tijarafe (2002)
- Carta Arqueológica de Puntagorda (2003)
- Carta Arqueológica de Garafía (2004-2005)
- Actualización de la Carta Arqueológica del Parque y Preparque de La Caldera de Taburiente (2001, 2002 y 2003)

## Publicaciones
Entre sus publicaciones cabe destacar los libros: 
- La economía de producción en la prehistoria de la isla de La Palma: la ganadería.[9]
- El bando prehispánico de Tigalate-Mazo.[10]

Además de la colaboración en otras publicaciones, enciclopedias y folletos. También cabe reseñar la publicación de más de 50 artículos sobre la época prehispánica palmera en revistas científicas de carácter nacional e internacional.

## Premios y reconocimientos
| Año  | Premio                  | Notas                                                        |
| ---- | ----------------------- | ------------------------------------------------------------ |
| 2017 | Premio José Pérez Vidal | Los petroglifos benahoaritas: símbolos de vida y fertilidad. |